# Hidvégardó
Hidvégardó là một thị trấn thuộc hạt Borsod-Abaúj-Zemplén, Hungary. Thị trấn này có diện tích 16,99 km², dân số năm 2010 là 544 người, mật độ 32 người/km².